# Edwin J. Houston
Edwin James Houston, né le 9 juillet 1847 à Alexandria en Virginie et mort le 1er mars 1914 à Philadelphie, est un inventeur, un professeur des universités, un consultant en ingénierie et un auteur américain. Il est président de l'institut américain des ingénieurs électriciens de 1893 à 1895.

## Biographie
Edwin Houston fait ses études à la Central High School (en) de Philadelphie, où il obtient son diplôme de master.  Après avoir enseigné quelque temps au Girard College (en), il est nommé professeur de génie civil à la Central High School.
Alors qu'il enseigne à la Central High School, il participe à la conception d'une lampe à arc avec Elihu Thomson. Ensemble, ils créent la Thomson-Houston Electric Company en 1882, qui s'installe peu après à Lynn, dans le Massachusetts.
Il est chef électricien de l'Exposition internationale d'électricité de Philadelphie en 1884.
En 1892, Thomson-Houston Electric fusionne avec l'entreprise Edison General Electric Company pour former General Electric.
Il a été aussi professeur émérite de physique au Franklin Institute et professeur de physique au Medico-Chirurgical College.